# Секс и град (филм)
Секс и град (енгл. Sex and the City) је амерички романтично-хумористички филм из 2008. чији је писац и редитељ Мајкл Патрик Кинг у свом дугометражно-филмском дебију. Представља наставак телевизијске серије из 1998–2004. о четири пријатељице, Кери Бредшо (Сара Џесика Паркер), Саманти Џоунс (Ким Катрал), Шарлот Јорк Голденблат (Кристин Дејвис) и Миранди Хобс (Синтија Никсон) и њиховим животима као сингл жене у Њујорку.
Светска премијера је одржана 15. маја 2008. на Лејкестер скверу у Лондону и премијера је била 28. маја 2008. у Уједињеном Краљевству и 30. маја 2008. у Сједињеним Државама. Упркос помешаном пријему критичара, који су назвали филм продуженом епизодом серије, остварио је комерцијални успех, зарадивши преко 415 милиона америчких долара широм света из буџета који је износио 65 милиона америчких долара.
Наставак филма, назван Секс и град 2, објављен је 2010. са сличним комерцијалним успехом али још већим критичним неуспехом. Трећи филм је најављен у децембру 2016, али у септембру 2017, Паркерова је потврдила да се то неће десити.

## Радња
Кери Бредшо (Сара Џесика Паркер), успешна ауторка и најдража модна икона многима, напокон се вратила. Њена позната цинична досетљивост израженија је него икад те наставља дочаравати своје властите приче о сексу, љубави и слободним Њујорчанкама опседнутима модом. Прича Кери, Саманте (Ким Катрал), Шарлот (Кристин Дејвис) и Миранде (Синтија Никсон) наставља се четири године након завршетка серије, а модне девојке настављају жонглирати пословима, пријатељствима и везама док се почињу навигирати кроз мајчинство, брак и некретнине на Менхетну.

## Улоге
| Глумац             | Улога                      |
| ------------------ | -------------------------- |
| Сара Џесика Паркер | Кери Бредшо                |
| Ким Катрал         | Саманта Џоунс              |
| Кристин Дејвис     | Шарлот Јорк Голднеблат     |
| Синтија Никсон     | Миранда Хобс               |
| Крис Норт          | Џон Џејмс „Зверка” Престон |
| Џенифер Хадсон     | Луиз                       |
| Дејвид Ејгенберг   | Стив Брејди                |
| Џејсон Луис        | Смит Џерод                 |
| Еван Хендлер       | Хари Голденблат            |
| Вили Гарсон        | Стенфорд Блеч              |
| Марио Кантоне      | Ентони Марантино           |
| Лин Коен           | Магда                      |
| Кендис Берген      | Енид Фрик                  |